# Pak Seung-zin
Pak Seung-zin (11 de janeiro de 1941 – 5 de agosto de 2011) - foi um jogador de futebol [[Coreia do Nortenorte-coreano, que atuava como atacante. É o maior artilheiro de seu país nas Copas do Mundo FIFA, com dois gols, incluindo o primeiro marcado pelos Chollima. Era apelidado de "Di Stéfano da Ásia".

## Carreira
Pak Seung-zin fez parte do histórico elenco da Seleção Norte-Coreana de Futebol, na Copa do Mundo de 1966, sendo o capitão da equipe, e marcou dois gols contra Chile e Portugal. Contra os chilenos, Pak marcou o gol do empate em 1-1 aos 43 minutos do segundo tempo, resultado considerado "desastre nacional" pelo adversário.
Na histórica vitória por 1-0 sobre a Itália, foi dele o cabeceio que repôs a bola ao ataque norte-coreano após uma tentativa de afastamento pela defesa adversária - o colega Pak Doo-ik então dominou e, na corrida, acertou um chute rasteiro. O resultado eliminou precocemente os italianos, favoritos em proporção de mil libras para uma nas casas de apostas britânicas.
Contra os portugueses, nas quartas-de-final, Pak abriu o placar logo no primeiro minuto e aos 25 os asiáticos já venciam por 3-0, mas terminaram derrotados em grande desempenho de Eusébio, autor de quatro gols na vitória lusitana por 5-3.